# 라티나도
라티나도(이탈리아어: Provincia di Latina)은 이탈리아 중부 라치오주에 있는 도이다. 면적 2,251 km2, 인구 519,850(2005). 도청 소재지는 라티나이고, 자치 단체(이탈리아어: comune)는 33개가 있다. 1934년 로마도에서 분리되어 리토리아도(Provincia di Littoria)으로 신설되었고, 1947년 라티나도로 이름이 바뀌었다.
라치오주 서남부, 티레니아해에 면하며, 주변 섬을 포함한다.